# Nigar Hatun
Nigar Hatun (turco ottomano نکار خاتون lett. "bella come un quadro"; ... – Adalia, marzo 1503) è stata una concubina del sultano ottomano Bayezid II.

## Biografia
Il suo nome, data di nascita e origine sono sconosciuti.   
Entrò nell'harem di Bayezid quando questi era ancora Şehzade e governatore di Amasya.  
Gli diede tre figli: Ayşe Sultan, Fatma Sultan e Şehzade Korkud. Riceveva, come madre di tre figli, uno stipendio di 50 aspri al giorno.  
Quando Bayezid salì al trono, Nigar, come da tradizione, seguì il figlio nei suoi incarichi come governatore a Tiro (1483-1490), Manisa (1490-1502) e Antalya (1502-1512).   
Nigar morì ad Antalya nel marzo 1503, premorendo sia al consorte che al figlio.  
Suo figlio la fece seppellire nella sua türbe all'interno della Moschea Yvliminare, costruita l'anno prima, e, insieme alle sue sorelle, fece consistenti donazioni in suo suffragio alla città di Istanos e al poeta e mistico Eşrefoğlu Rûmî.

## Discendenza
Da Bayezid II, Nigar ebbe due figlie e un figlio:
- Ayşe Sultan (Amasya, 1465 - Costantinopoli, dopo il 1515)[1]. Si sposò una volta ed ebbe due figli e cinque figlie.
- Sofu Fatma Sultan (Amasya, 1468 - Bursa, dopo il 1520). Si sposò tre volte ed ebbe tre figli e una figlia.
- Şehzade Korkud (Amasya, 1469 - Manisa, 10 marzo 1513). Uno dei principali rivali del fratellastro Selim I per il trono, fu da questi esiliato e giustiziato. Aveva due figli morti infanti e due figlie.